# Teatro Serpente Aureo
Il Teatro Serpente Aureo è un teatro di Offida.

## Storia
Nel 1768 nella sala consiliare del palazzo comunale vi era un palcoscenico utilizzato per rappresentazioni teatrali. Nel giorno 8 luglio 1768 fu presentata la proposta di Paolo Cipolletti e Gaetano Castellotti consistente nel realizzare un teatro di legno con un palcoscenico e 29 palchetti posti in 3 ordini e un loggione. Il teatro venne completato nel 1771 ma risultò troppo piccolo e molte famiglie di nobili rimasero senza palchetto; la platea, inoltre, si dimostrò anch'essa insufficiente nella capienza. Altri problemi strutturali erano evidenti, ma malgrado questi inconvenienti la struttura non subì modifiche fino al 1820. Il 21 ottobre 1801 venne affidato a Paolo Cipolletti l'incarico di rinnovare il teatro: il progetto venne affidato all'architetto Pietro Maggi.

## Oggi
L'attuale teatro, risalente alla ristrutturazione del 1862, viene soprannominato dagli offidani "La Bomboniera": è di foggia barocca con pianta a ferro di cavallo. Si giunge nella sala con 50 palchi disposti su 3 ordini, platea e loggione, attraverso un'entrata adornata da quattro statue raffiguranti quattro muse.
La sala è decorata da stucchi e intagli dorati su sfondo verde creati da G. Battista Bernardi. Il soffitto è stato affrescato da Alcide Allevi, esso raffigura Apollo e le Muse. Il tutto è dominato da un artistico lampadario con globi di pregiatissimo cristallo. Sul palcoscenico si conserva ancora oggi la leggenda del Mitico Serpente Aureo. In seguito la struttura subì ulteriori restauri.
Attualmente il teatro è utilizzato per le manifestazioni culturali. Durante il Carnevale viene utilizzato per i Veglionissimi.